# Alexis Chantraine
Alexis Chantraine (Bressoux, 1901. március 16. – Liège, 1987. április 24.) belga labdarúgó, edző.
A Royal FC Liegeois játékosaként 382 bajnoki mérkőzésen szerepelt. Az 1923-tól 1938-ig tartó pályafutása alatt mindvégig a Royal FC Liegeois labdarúgója volt.
Az 1930-as világbajnokságon tagja volt a belga válogatottnak, ám a tornán nem lépett pályára.
Aktív pályafutása befejezése után edzősködött, 1946 és 1947 között korábbi klubját, a Royal FC Liegeoist irányította.

## Külső hivatkozások
- Alexis Chantraine adatlapja a FIFA.com-on Archiválva 2010. június 27-i dátummal a Wayback Machine-ben (angolul)
- Profil a worldfootball.net-en (angolul)